# Бейкер-Сити (Орегон)
Бейкер-Сити (англ. Baker City) — город в штате Орегон, США. Административный центр округа Бейкер. В 2010 году в городе проживало 9828 человека.

## Географическое положение
По данным Бюро переписи населения США Бейкер-Сити имеет площадь 18,55 квадратных километров. Город находится в долине между горами Уаллоуа и Элкхорн на востоке, Блу-Маунтинс на западе, через населённый пункт протекает река Паудер-Ривер. Населённый пункт находился на Орегонском пути.

## История
В 1862 году был создан округ Бейкер, центром стал город Оберн — временный посёлок шахтёров, которые добывали золото. После истощения источника золота в 1865 году большая часть шахтёров уехала, а в нескольких километрах был основан населённый пункт Бейкер-Сити, туда перенесли почтовый офис и магазины. Поселение получило статус города в 1874 году. Как округ так и город были названы в честь сенатора Эдварда Бейкера. Бейкер-Сити вскоре стал коммерческим центром округа. В 1884 году вблизи была проведена железная дорога. В 1889 году основали деревообрабатывающую компанию в городе. В конце XIX века начался расцвет горнодобывающей промышленности в округе, тогда округа Бейкер и Грант производили 60 % золота и серебра в Орегоне. В 1900 году Бейкер-Сити был третьим городом по населению в штате
В городе c 1996 года действовала программа побратимов с городом Зея, Амурской области России. 

## Население
| Год переписи | Нас. |  | %±     |
| ------------ | ---- |  | ------ |
| 1870         | 312  |  | —      |
| 1880         | 1258 |  | 303,2% |
| 1890         | 2604 |  | 107%   |
| 1900         | 6663 |  | 155,9% |
| 1910         | 6742 |  | 1,2%   |
| 1920         | 7729 |  | 14,6%  |
| 1930         | 7858 |  | 1,7%   |
| 1940         | 9342 |  | 18,9%  |
| 1950         | 9471 |  | 1,4%   |
| 1960         | 9986 |  | 5,4%   |
| 1970         | 9354 |  | −6,3%  |
| 1980         | 9471 |  | 1,3%   |
| 1990         | 9140 |  | −3,5%  |
| 2000         | 9860 |  | 7,9%   |
| 2010         | 9828 |  | −0,3%  |
| 2018         | 9757 |  | −0,7%  |

По данным переписи 2010 года население Бейкер-Сити составляло 9828 человек, в городе было 4212 домашних хозяйств и 2529 семьи. Расовый состав: белые — 94,6 %, коренные американцы — 1,12 % афроамериканцы — 0,44 %, азиаты — 0,53 % и представители двух и более рас — 2,35 %.
Население города по возрастному диапазону по данным переписи 2010 года распределилось следующим образом: 23,7 % — жители младше 19 лет, 5,0 % — между 20 и 24 годами, 23,0 % — от 24 до 44 лет, 27,8 % — от 45 до 64 лет и 20,5 % — в возрасте 65 лет и старше. Средний возраст населения — 44,0 года. На каждые 100 женщин в Бейкер-Сити приходилось 98,9 мужчин, при этом на 100 совершеннолетних женщин приходилось уже 98,6 мужчин сопоставимого возраста.
Из 4212 домашнего хозяйства в 24,5 % были дети. Совместно проживающих супружеских пар было 45,1 %; 10,5 % — женщины, проживающие без мужей. 40,0 % не имели семьи. В среднем домашнее хозяйство ведут 2,25 человека, а средний размер семьи — 2,85 человека. В одиночестве проживали 33,8 % населения, 16,8 % составляли одинокие пожилые люди (старше 65 лет).

## Экономика
В 2005 году медианный доход на семью оценивался в 34 790 $, на домашнее хозяйство — в 29 020 $. Доход на душу населения — 14 179 $ в год. При этом в 2018 году мужчины имели медианный доход в 40 250 долларов США в год против 32 935 долларов среднегодового дохода у женщин. 10,7 % от всего числа семей в Бейкер-Сити и 16,5 % от всей численности населения находилось на момент переписи за чертой бедности. В городе функционировали 1155 фирм.